# Orgelbau Reinhard Hüfken
Orgelbau Reinhard Hüfken ist ein deutsches Orgelbauunternehmen mit Sitz in Halberstadt.

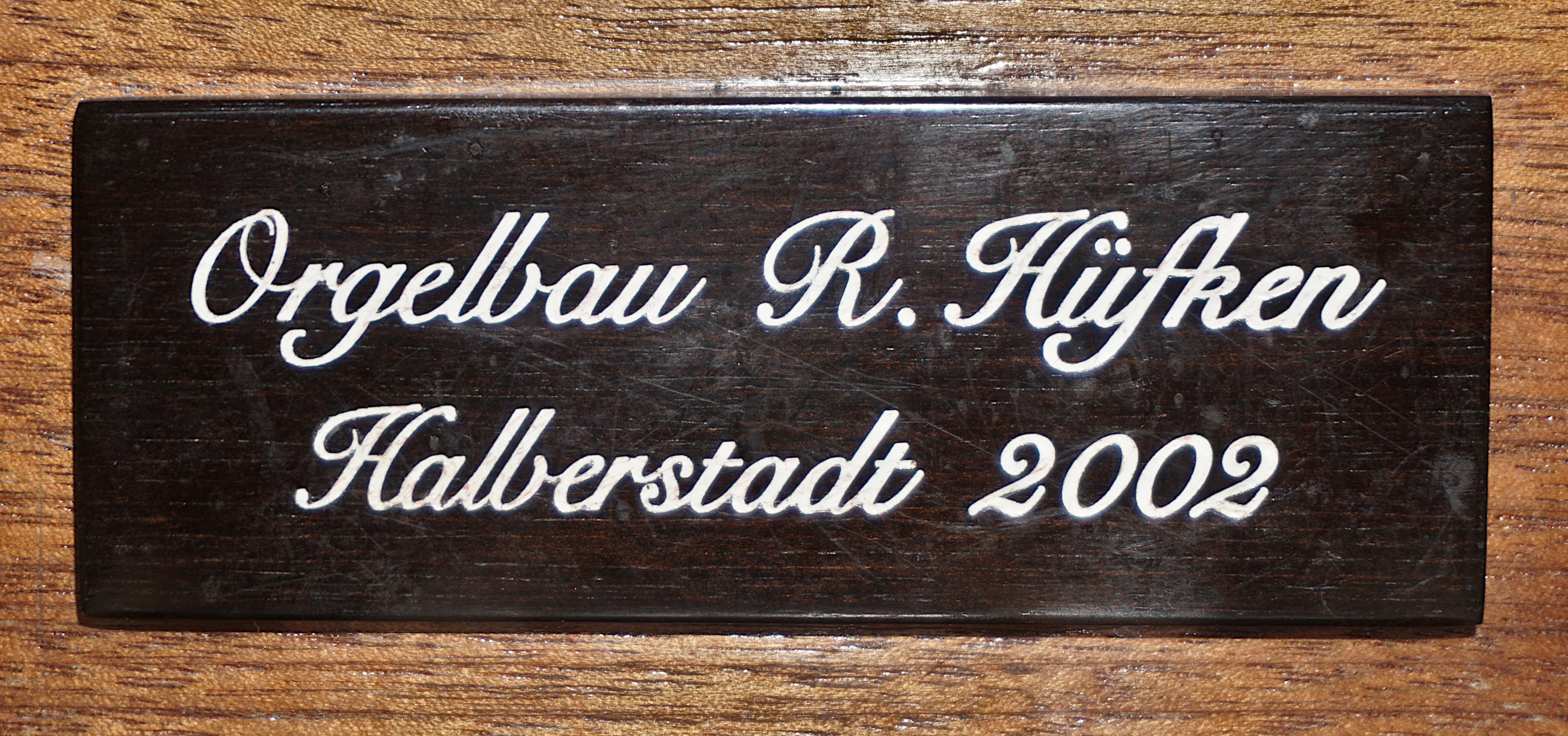
Orgelmarke von Reinhard Hüfken

## Geschichte
Reinhard Hüfken (* 17. März 1951 in Tangermünde; † 2. September 2019 in Halberstadt) absolvierte von 1967 bis 1969 die Ausbildung zum Möbeltischler. Im Anschluss folgte eine dreijährige Lehre bei Alexander Schuke Potsdam Orgelbau und von 1973 bis 1978 eine Gesellenzeit bei VEB Schuke. In Halberstadt machte sich Hüfken 1978 mit einer eigenen Werkstatt selbstständig. Da es nicht wie vorgesehen zur Übernahme des Betriebs von Wilhelm Sohnle (1910–1993) kam, gab es für einige Jahre zwei angemeldete Orgelbaubetriebe in Halberstadt.
Von 1982 bis 1991 arbeitete Reinhard Hüfken mit einem bis drei Gesellen zusammen und konzentrierte sich auf die Restaurierung historischer Orgeln verschiedener Traktursysteme. In den Wintermonaten wurden Positive auf Basis eines Zwei-Fuß-Prinzipals gebaut. Hüfken legte im Jahr 1983 die Meisterprüfung ab. Seine Witwe Maria, im Betrieb ihres Mannes als gelernte Orgelbauerin ausgebildet, ist seit dessen Tod Betriebsinhaberin.
Der Sohn Johannes Hüfken war 2001–2004 Lehrling der Werkstatt Glatter-Götz Orgelbau in Owingen und arbeitet seitdem in der Halberstädter Firma mit. Im Jahr 2012 legte er die Meisterprüfung ab und ist seit dem Tod des Vaters leitender Orgelbaumeister der Firma. Zeitweise umfasste der Betrieb bis zu zehn Mitarbeiter, im Jahr 2017 waren es neun.

## Werkliste (Auswahl)
In der fünften Spalte bezeichnet die römische Zahl die Anzahl der Manuale und ein großes „P“ ein selbstständiges Pedal, ein kleines „P“ ein angehängtes Pedal. Die arabische Zahl gibt die Anzahl der klingenden Register an. Die letzte Spalte bietet Angaben zu Besonderheiten.
| Jahr      | Ort                 | Gebäude                                            | Bild | Manuale | Register | Bemerkungen |
| --------- | ------------------- | -------------------------------------------------- | ---- | ------- | -------- | --- |
| 1984      | Klingenthal         | Rundkirche Zum Friedefürsten, Pfarrsaal            |      | I/p     | 4        | Neubau |
| 1987      | Halle (Saale)       | Evangelische Hochschule für Kirchenmusik, Raum 210 |      | I/p     | 4        | Orgel Neubau, 2001 Umsetzung in das neue Gebäude in Raum 210 |
| 1987      | Rindtorf            | Dorfkirche                                         |      | I/p     | 4        | Neubau |
| 1987      | Genzien             | Dorfkirche                                         |      |         |          | Neubau |
| 1988      | Großburschla        | St. Bonifatius                                     |      | I/p     | 4        | Neubau |
| 1990      | Bad Berka           | Neuapostolische Kirche                             |      | I/p     | 4        | Neubau |
| 1990      | Lützensömmern       | St. Marien                                         |      | I/p     | 4        | Neubau |
| 1992      | Pretzien            | St. Thomas                                         |      | II/P    | 17       | Neubau |
| 1997      | Halle (Saale)       | St. Laurentius                                     |      | II/P    | 24       | Neubau; einige Register der Vorgängerorgel von Alexander Schuke Potsdam Orgelbau (1964) übernommen |
| 1997      | Duttenstedt         | St.-Johannes-Kirche                                |      | II/P    | 13       | Neubau |
| seit 1998 | Halberstadt         | St. Moritz                                         |      | II/P    | 29       | Restaurierung/Rekonstruktion der Orgel von Balthasar Georg Christoph Jesse (1787) in mehreren Bauabschnitten → Orgel |
| 2000      | Halberstadt         | Klosterkirche St. Burchardi                        |      |         |          | Neubau zusammen mit Orgelbau Romanus Seifert & Sohn für das Musikstück ORGAN²/ASLSP von John Cage |
| 2000      | Quedlinburg         | St. Blasii                                         |      | II/P    | 30       | Restaurierung der Orgel von Ernst Röver (1901) hinter barockem Prospekt → Orgel |
| 2002      | Hamburg-Eppendorf   | Neuapostolische Kirche                             |      | II/P    | 23       | Neubau |
| 2002      | Halberstadt         | Dom zu Halberstadt, Winterkirche                   |      | II/P    | 22       | Neubau |
| 2005      | Caputh              | Dorfkirche                                         |      | II/P    | 20       | Neubau im historischen Gehäuse unter Verwendung von Registern von Gesell und Schuke → Orgel |
| 2005      | Bremen-Sebaldsbrück | Neuapostolische Kirche                             |      | II/P    | 18       | Neubau |
| 2005–2006 | Moskau              | St. Peter und Paul                                 |      | III/P   | 33       | Restaurierung der Orgel von Wilhelm Sauer (1898) |
| 2005–2007 | Lenzen              | St. Katharinen                                     |      | II/P    | 29       | Restaurierung der Orgel von Gottlieb Scholtze (1759) mit Registern von Arp Schnitger und Hans Scherer dem Jüngeren |
| 2007      | Magdeburg           | Pauluskirche                                       |      | II/P    | 30       | Restaurierung der Orgel von Wilhelm Rühlmann (1896); Umbau des zweiten Manuals in ein Schwellwerk |
| 2009      | Nebra               | St. Georg                                          |      | I/P     | 12       | Restaurierung der Orgel von 1670 |
| 2010      | Peine               | Hl. Engel                                          |      | III/P   | 32       | Restaurierung der englischen Orgel von Albert Keates (1908) |
| 2010      | Schönhausen (Elbe)  | St. Marien und Willebrord                          |      | I/P     | 14       | Restaurierung der Orgel von Gottlieb Scholtze (1770) |
| 2011      | Halle (Saale)       | Moritzkirche                                       |      | III/P   | 59       | Restaurierung der Orgel von Wilhelm Sauer (1925) → Orgel |
| 2011      | Neindorf            | Schlosskapelle                                     |      | II/P    | 23       | Teilrestaurierung der Orgel von Johann Christoph Wiedemann (1778) |
| 2011      | Miskolc             | Ref. Stadtkirche                                   |      | II/P    | 19       | Restaurierung der Orgel von József Angster (1901) |
| 2012      | Moskau              | Baptistenkirche                                    |      | III/P   | 38       | Teilrestaurierung der Orgel von Ernst Röver (1898) |
| 2013      | Liebenburg          | Schlosskirche Mariä Verkündigung                   |      | II/P    | 26       | Generalreparatur der Orgel von Johann Conrad Müller (1761) |
| 2013–2014 | Kroppenstedt        | Martinikirche                                      |      | II/P    | 20+6     | Beitrag zur Orgel Restaurierung der Orgel von Adolf Reubke (1858) hinter dem Gehäuse von Esaias Compenius dem Älteren (1603–1613), Rekonstruktion der verlorenen Register; Neubau einer „Compenius-Gedenkorgel“ (I/6) im Rückpositiv-Gehäuse von Esaias Compenius dem Älteren (1603–1613) unter Einbeziehung von 4 teilweise erhaltenen Compenius-Registern mit eigenem Spieltisch am Rückpositiv, neuer Windlade und mitteltöniger Stimmung, Beitrag zur Orgel |
| 2015      | Limlingerode        | Kirche Limlingerode                                |      | II/P    | 14       | Restaurierung der Orgel von Johann Christian Werner (um 1810) |
| 2016      | Rießen              | Ev. Kirche                                         |      | I/P     | 8        | Restaurierung der Orgel von Johann George Gast (1801, 1886 Erweiterungsumbau) |
| 2016      | Zaasch              | Ev. Kirche                                         |      | II/P    | 12       | Restaurierung der Orgel von Conrad Geißler (1858) |
| 2016      | Löbnitz (Sachsen)   | Dorfkirche Löbnitz                                 |      | II/P    | 15       | Restaurierung der Orgel von Eduard Offenhauer (* 1825, † 1904) aus dem Jahr 1885 |
| 2018–2019 | Hannover            | Nazareth-Kirche                                    |      | III/P   | 31       | Restaurierung, Erweiterung und Einbau der Englischen Orgel von Forster & Andrews (1902) |
| 2019/2020 | Lauchhammer-West    | Schlosskirche                                      |      | II/P    | 16       | im wiederhergestellten Gehäuse aus dem frühen 19. Jahrhundert |